# 월한 철도
광저우-한커우 또는 위에한 철로(粵漢鐵路)는 한때 남쪽의 주강에 있는 광저우시와 북쪽의 양쯔강에 있는 우창을 연결했던 옛 중국 철도이다. 양쯔강에서는 철도 차량이 한커우로 운송되었고, 한커우는 다시 베이징-한커우 철도와 연결되었다. 이 철도는 1900년부터 1936년까지 건설되었으며, 이전 로마자 표기에 따라 당시에는 광저우-한커우 철로로 알려졌다.
1957년 우한장강대교의 완공으로 마침내 두 노선이 하나의 연속된 철도로 연결되었고, 그 옛 노선은 현재 징광 철로의 남부 구간을 이룬다.

## 역사

1920년 광저우시 ("광저우") 지도. 시관에서 북쪽으로 주강을 따라 "광저우-한커우 철로"의 경로가 표시되어 있다.

1897년, 베이징-한커우 철도에 대한 조차권이 프랑스 자금의 지원을 받는 벨기에 컨소시엄에 부여되었다. 당시 영국은 중국에서 지배적인 외국 세력이었고, 벨기에의 조차권은 중요한 노선을 영국의 손에서 벗어나게 할 것이었다. 프랑스가 베이징과 광저우 사이의 전체 노선을 통제하는 것을 막기 위해 중국 정부는 광저우-한커우 철로에 대한 미국의 참여를 적극적으로 모색했다. 남부 철도에 대한 조차권은 1898년 아메리칸 차이나 개발 회사에 부여되었다.
이 프로젝트는 1900년에 시작되었으며, 남쪽 종점은 주강의 동쪽 둑에 있었다. 포산시("팻산")를 경유하는 49-킬로미터 (30 mi) 싼수이("삼수") 지선은 1902년부터 1904년까지 주강 서쪽 둑에서 서쪽으로 건설되었다.
벨기에 컨소시엄이 아메리칸 차이나 개발 회사의 지배 지분을 매입한 사실이 드러나면서 외교 위기가 발생했다. 이는 서로 다른 외국 세력에게 다른 철도 노선을 부여하려던 본래 의도를 훼손하는 것이었다. 미국의 금융가 J. P. 모건은 1904년 11월에 이 회사의 많은 지분을 매입했지만, 조차권은 1904년 11월 19일에 취소되었다. 모건은 US$18 million의 보상을 요구했지만, 철도 건설에 이미 지출된 US$1 million에 대한 삼배 손해배상과 조차권을 되찾기 위한 US$3.75 million를 포함하여 US$6.75 million에 합의했다.
이 철도는 1936년에 완공되었다.

## 같이 보기
- 테오돈 C. 후
- 광저우-싼수이 철로
- 철도 교통 & 중화인민공화국의 철도 역사
- 중화인민공화국의 철도 목록